# 오고당구택
오고당구택(五高堂舊宅)은 대한민국 경상북도 봉화군 봉성면 봉양리에 있는 건축물이다. 1984년 12월 29일 경상북도의 민속문화재 제52호로 지정되었다.

## 지정 사유
조대비의 병환을 고치고 고종으로부터 오고당이라는 호를 받은 조선 후기의 명의 박한진이 태어나고 자란 집이다.
사방 각 3칸의 사방집이며, 지붕이 까치구멍이라고 불리는 독특한 구조를 하고 있어 주목된다. 앞면의 3칸은 부엌·봉당·창고이고 가운데는 안방과 마루로 되어 있으며, 뒷면은 창고방·마루·상방으로 구성되어 있다.
태백산맥 일대에서 흔히 볼 수 있는 사방집의 전형적인 모습을 보이고 있는 건물로 민가의 공간구성을 연구하는데 가치가 있다.

## 지정 목록
| 번호   | 사진 | 명칭        | 소재지                        | 관리자 (단체) | 지정일                | 참조 |
| 52-1호 |      | 안채 (안채) | 경북 봉화군 봉성면 봉양리 598 | 박종훈        | 1984년 12월 29일 지정 |      |

## 참고 문헌
- 오고당구택 - 국가유산청 국가유산포털